# Reuven Rivlin
Reuven (Ruby) Rivlin (Hebreeuws: ראובן ריבלין) (Jeruzalem (Mandaatgebied Palestina), 9 september 1939) is een Israëlisch politicus van de Likoed-partij. Van juli 2014 tot juli 2021 was hij president van Israël.

## Biografie
Rivlin studeerde rechten aan de Hebreeuwse Universiteit van Jeruzalem en werkte als advocaat. Bij de verkiezingen voor de 12e Knesset eind 1988 werd hij in het parlement verkozen. Met een onderbreking van 1992 tot 1996 (de 13e Knesset) zat hij tot midden 2014 in de Knesset. Van 2003 tot 2006 en van 2009 tot 2013 was hij tevens voorzitter. Eveneens was hij van 2001 tot 2003 minister van Communicatie in het kabinet-Sharon II.
Op 10 juni 2014 werd hij door het Israëlische parlement gekozen als nieuwe president van Israël. Op 24 juli 2014 werd hij beëdigd als opvolger van Shimon Peres. Hiermee was hij de tiende president van het land.
Een jaar na zijn inauguratie sprak hij op 7 juli 2015 de Herzliyaconferentie toe. Hij schetste daar de bevolking van Israël als bestaande uit vier min of meer gelijke delen: seculiere Joden, de Haredim, de religieuze zionisten en de Arabische Israëliërs. Het samenleven van deze segmenten is volgens hem geen doem maar een bestemming: een cohesieve Israëlische samenleving. Twee jaar later voegde hij er, sprekend in de USA, nog een vijfde groep aan toe: de Joden in diaspora.
Op 24 augustus 2015 zei hij in een officiële verklaring: Voor mij is het recht op dit land geen politiek debat. Het is een fundamenteel feit van het moderne zionisme (...) Het is een verantwoordelijkheid voor allen die hier leven.

## Relatie met Netanyahu
President Rivlin opereerde zorgvuldig in de schaduw van premier Benjamin Netanyahu. Toch was er nogal wat kwaad bloed tussen hem en de premier, die niet alleen had geprobeerd zijn verkiezing tot president te voorkomen, maar die ook meerdere pogingen had gedaan hem te laten afzetten. 
Terwijl Rivlin een staat en samenleving wilde voor alle bevolkingsgroepen, wilde Netanyahu onder meer bij wet vastleggen dat Israël een staat is voor alleen Joden. Een dergelijke wet zou Rivlin's visie ondermijnen, en discriminatie en uitsluiting toestaan op grond van etniciteit. 
Voordat de door Netanyahu beoogde basiswet uiteindelijk in de Knesset zou worden aangenomen, waarschuwden zowel Rivlin als Procureur-generaal Avichai Mendelblit Netanyahu voor de gevolgen ervan: Deze polariserende wet zou de Joodse bevolking, Joden overal ter wereld en de staat Israël schade berokkenen. Op 10 juli 2018 sprak Rivlin zich publiekelijk uit voor een amendement op deze controversiële Wet op de Natiestaat, waarin de staat Israël wordt beschreven als de natiestaat van alleen het Joodse volk. Op 19 juli 2018 werd de wet in de Knesset aangenomen.
In Tel Aviv protesteerden duizenden demonstranten tegen de wet, met name ook vanwege de controversiële clausule met betrekking tot woning-discriminatie, namelijk op grond van etniciteit of religie. Die clausule werd daarna vervangen door 'Joodse vestiging' in algemene termen. Er werd ook geprotesteerd tegen het invoeren van het Hebreeuws als officiële taal, waardoor het Arabisch een tweederangs-taal werd. In een vergadering met Negev-bedoeïenen beloofde Rivlin de wet in het Arabisch te ondertekenen.
Begin september 2018 zei Rivlin: "De natiestaat-wet is slecht voor Israël en slecht voor de Joden."
Toen Rivlin bij zijn afscheid op 7 juli 2021 in de Knesset een staande ovatie kreeg, was Netanyahu de enige die niet klapte.
Pas na de val van Netanyahu, en twee weken voor het einde van zijn eigen ambtstermijn, was voor Rivlin een belangrijke missie weggelegd. Als eerste Israëlische leider werd hij uitgenodigd door de nieuwe Amerikaanse president Joe Biden in het Witte Huis. Voor zijn vertrek sprak hij uitgebreid met de regeringsleiders Naftali Bennett en Yair Lapid, en kreeg hij een briefing van de legerleiding en de veiligheidsdiensten. Doel van het bezoek aan Washington was een eerste herstel van de zwaar gehavende relaties, het waarschuwen voor een nieuwe nucleaire deal met Iran en het toelichten van de Israëlische houding tegenover Gaza. Ook lunchte Rivlin op 29 juni 2021 met 21 VN-ambassadeurs in New York, onder wie die van Rusland, Bahrein, Marokko en Nederland. In zijn toespraak deed hij een beroep op president Mahmoed Abbas van de Palestijnse Autoriteit, die hij "mijn neef" noemde, om samen met Israël te werken aan vrede. Hij noemde het de bestemming van de Palestijnen en de Joden om in vrede te leven. "Wij zijn teruggekeerd naar Palestina omdat de hele wereld dat van ons vroeg".
Als oud-president keerde Rivlin zich in december 2022 in het Israel Democracy Institute tegen de ingrijpende plannen van de nieuwe regering-Netanyahu om het Hooggerechtshof te hervormen. Volgens hem waren deze plannen ingegeven door wraakzucht. "Er wordt een poging gedaan om het Hooggerechtshof te bedreigen, om haar als instelling te vernietigen, om haar autoriteit en haar beslissingen aan te vechten", zei Rivlin, "Dergelijke veranderingen mogen niet door politieke partijen als instrument worden gebruikt."

## Familie
Nechama Rivlin, de presidentsvrouw, overleed op 3 juni 2019 aan longfibrose. Zij werd 73 jaar.